# Change Has Come
Change Has Come è un doppio singolo degli Screaming Trees pubblicato negli USA nel 1990; venne pubblicato l'anno successivo in Europa come EP con un brano aggiuntivo.

## Descrizione
Terminata l'esperienza con la SST Records con l'album Buzz Factory, il gruppo registra alcuni brani per la Sub Pop che li pubblicherà come doppi singolo da 7 pollici prima di firmare l'anno successivo un contratto con la Epic. Anche in questo lavoro gli echi psichedelici lasciano sempre più spazio al rock alternativo.

## Formazione
- Mark Lanegan - voce
- Gary Lee Conner - chitarra
- Van Conner - basso
- Mark Pickerel - batteria

## Tracce

### Doppio 7"
1. Change Has Come – 3:21
2. Days – 3:51
3. Flashes – 3:50
4. Time Speaks Her Golden Tongue – 3:37

### EP (1990)
1. Change Has Come – 3:21
2. Days – 3:51
3. Flashes – 3:50
4. Time Speaks Her Golden Tongue – 3:37
5. I've Seen You Before – 3:12